# Federico II de Lorena
Federico II (1162 - 10 de octubre de 1213) fue duque de Lorena desde 1206 hasta su muerte, hijo de Federico I y Ludmila de Polonia, hija de Miecislao III el Viejo, de la dinastía Piasta.
En 1179, una guerra civil de tres años acabó en Lorena y el duque Simón II se vio obligado a mostrarse conforme en el Tratado de Ribemont, por el que Lorena fue dividida: la parte septentrional, germanófona iría al hermano de Simón, Federico y la mitad meridional, francófona, a Simón, quien había intentado satisfacer a Federico dándole el condado de Bitche.  Simón designó al hijo de Federico, Federico, como su heredero y abdicó en 1205.  A pesar de todo, Federico fue aclamado como duque, pero murió al año siguiente. Su hijo lo sucedió y el ducado se unió nuevamente en uno solo.
Por su matrimonio de 1188 con Inés de Bar (m. el 19 de junio de 1226), recibió las tierras de Amance, Longwy, y Stenay.  Entró en guerra con su suegro, Teobaldo I de Bar, y fue derrotado en 1208, siendo capturado y apresado durante siete meses. Para obtener su libertad, entregó las ciudades. 
En 1197, había apoyado la candidatura de Felipe de Suabia al reinado de Alemania y el Sacro Imperio Romano Germánico, pero, después de la muerte de Felipe en 1208, se pasó al lado de Otón de Brunswick, y al ser excomulgado éste en 1211, definitivamente transfirió su apoyo al heredero Hohenstaufen, Federico I de Sicilia.

## Matrimonio y descendencia
Por su matrimonio con Inés, la hija de Teobaldo I de Bar y Laurette de Looz, tuvo:
- Teobaldo o Thibaut de Lorena, murió en la infancia.
- Teobaldo (m. 1220), su sucesor en Lorena casado con Gertrud de Dagsburg m v 1225 (hija del conde Alberto II de Dagsburg)
- Matías (m. 1251), su hermano y sucesor en Lorena, casado con Catalina de Limburg y Luxemburgo (hija del conde Walram IV de Limburg).
- Reinaldo (m.1274), conde de Blieskastel
- Alix (m 1242) condesa de Ormes, casada primero con el conde Werner I de Kyrburg-Dillingen (m. 1228) y después, en 1229, con Walter, señor de Vignory
- Lauretta, casada en 1226 con el conde Simón III de Saarbrücken, conde de Linange (m 1240).
- Jacobo / Jaime de Lorena (m. 1260), obispo de Metz

## Enumeración
Su nombre en francés es Ferry o Ferri, el diminutivo de Federico (en francés, Frédéric).  El nombre Federico lo tuvieron tres duques de una casa diferente en los siglos X y XI. Esto, y la confusa sucesión de su tío, ha provocado gran confusión sobre cuál era su ordinal correcto. Si se toman en consideración sólo los duques de su dinastía, aquellos llamados Ferry, sería:
- Federico I, como el primer gobernante de su línea, por designación de su tío
- Federico II, como el sucesor, de hecho, de su padre, Federico I

Si se toman en consideración los duques anteriores, podría ser:
- Federico III, pues el otro Federico II sólo fue cogobernante
- Federico IV, si se cuenta a su padre
- Federico V, si todos los duques, reinantes y aclamados, se toman en consideración, incluyendo tanto Federico II de la dinastía más vieja y su padre

Para la mayor parte de los historiadores, él es Federico II, porque para los historiadores franceses, él es Ferry II.